# 弗拉迪米尔·佩特日切克
弗拉迪米尔·佩特日切克（捷克語：Vladimír Petříček，1948年6月17日—），捷克男子赛艇运动员。他曾代表捷克斯洛伐克参加1972年和1976年夏季奥林匹克运动会赛艇比赛，获得一枚银牌和一枚铜牌。